# Dustan
Dustan (perski: دوستان) – wieś w Iranie, w ostanie Azerbejdżan Zachodni. W 2006 roku miejscowość liczyła 609 mieszkańców w 109 rodzinach.